# Filip Korkes
Filip Gabriel Korkes, född 28 september 1995, är en svensk tidigare fotbollsspelare.

## Karriär
Korkes började spela fotboll i Assyriska FF som sexåring. Han debuterade för klubben i Superettan 2012. I februari 2013 flyttades han upp i A-laget. I augusti 2015 lånades han ut till Södertälje FK.
I mars 2016 värvades Korkes av Syrianska FC. I augusti 2017 lånades han ut till Arameisk-Syrianska IF. I februari 2018 blev övergången permanent och Korkes skrev på ett ettårskontrakt med Arameisk-Syrianska. I augusti 2018 lämnade han klubben.

## Karriärstatistik
| Klubb                       | Säsong             | Liga               | Liga    | Liga | Svenska cupen | Svenska cupen | Övrigt  | Övrigt | Totalt  | Totalt |
| Klubb                       | Säsong             | Division           | Matcher | Mål  | Matcher       | Mål           | Matcher | Mål    | Matcher | Mål    |
| --------------------------- | ------------------ | ------------------ | ------- | ---- | ------------- | ------------- | ------- | ------ | ------- | ------ |
| Assyriska FF                | 2012               | Superettan         | 1       | 0    | 0             | 0             | —       | —      | 1       | 0      |
| Assyriska FF                | 2013               | Superettan         | 4       | 0    | 1             | 0             | —       | —      | 5       | 0      |
| Assyriska FF                | 2014               | Superettan         | 7       | 0    | 4             | 0             | —       | —      | 11      | 0      |
| Assyriska FF                | 2015               | Superettan         | 2       | 0    | 3             | 0             | —       | —      | 5       | 0      |
| Assyriska FF                | Totalt             | Totalt             | 14      | 0    | 8             | 0             | —       | —      | 22      | 0      |
| Södertälje FK (lån)         | 2015               | Division 1 Norra   | 2       | 0    | 0             | 0             | —       | —      | 2       | 0      |
| Syrianska FC                | 2016               | Superettan         | 8       | 0    | 1             | 0             | 2       | 0      | 11      | 0      |
| Syrianska FC                | 2017               | Superettan         | 12      | 0    | 0             | 0             | —       | —      | 12      | 0      |
| Syrianska FC                | Totalt             | Totalt             | 20      | 0    | 1             | 0             | 2       | 0      | 23      | 0      |
| Arameisk-Syrianska IF (lån) | 2017               | Division 1 Norra   | 8       | 0    | 1             | 0             | —       | —      | 9       | 0      |
| Arameisk-Syrianska IF       | 2018               | Division 1 Norra   | 9       | 0    | 1             | 0             | —       | —      | 10      | 0      |
| Totalt i karriären          | Totalt i karriären | Totalt i karriären | 53      | 0    | 11            | 0             | 2       | 0      | 66      | 0      |

1. ↑  Nedflyttningskvalmatcher mot Vasalunds IF.[9][10]